# Новоямское (Тамбовская область)
Новоямское — село в Сосновском районе Тамбовской области России. Входит в состав Верхнеярославского сельсовета.

## География
Новоямское расположено в пределах Окско-Донской равнины, в северо-западной части района, тремя обособленными кварталами вдоль реки Ситовка. С севера — административная граница с Сараевским районом Рязанской области. Через реку — деревня Стрелки
Климат
Новоямское находится, как и весь район, в умеренном климатическом поясе, и входит в состав континентальной климатической области Восточно-Европейской Равнины. В среднем в год выпадает от 350 до 450 мм осадков. Весной, летом и осенью преобладают западные и южные ветра, зимой — северные и северо-восточные. Средняя скорость ветра 4-5 м/с.

## История
Основана в середине XIX века государственными крестьянами, переселенцами из Стрелецкой слободы города Шацка, почти одновременно с со соседней Стрелецкой слободой (деревня Стрелковая, ныне деревня Стрелки).
Во время коллективизации сельчане организовались в колхозы имени Ленина и имени Сталина. Позднее село вошло в состав совхоза «Васильевский».
Согласно Закону Тамбовской области от 17 сентября 2004 года № 232-З населённый пункт включен в состав образованного муниципального образования Фёдоровский сельсовет.
7 августа 2017 года, после объединения Верхнеярославского и Фёдоровского сельсовета в Верхнеярославский сельсовет, село вошло в Верхнеярославский сельсовет.

## Население
| 2010 |
| ---- |
| 27   |

## Инфраструктура
В 1886 году духовным ведомством открыта церковно-приходская школа. После Октябрьской революции — начальная. С 1932 г. — ШКМ, позднее — НСШ, семилетняя, с 1961 г. — восьмилетняя. В 21 веке не существует.

## Транспорт
Просёлочные дороги.